# Bioscopia
Bioscopia oder auch Biolab ist ein Point-and-Click-Adventure und digitales Lernspiel für Biologie des deutschen Entwicklerstudios Ruske & Pühretmaier aus dem Jahr 2002. Dieses Spiel erschien beim Heureka-Klett-Softwareverlag und ist Teil der Lernadventure-Reihe Heureka Classics.

## Handlung
Eine Ballonfahrerin bricht zum Forschungszentrum Bioscopia auf, welches sich auf einem Berg befindet. Doch beim Betreten von Bioscopia wird sie durch den Automatismus der Türen im Forschungsgelände eingeschlossen und kann dieses nicht mehr verlassen. Danach erkrankt sie durch bakterielle Infektion an einer schweren Krankheit und fällt nach dem Betreten des zentralen Laborturms von Bioscopia erschöpft und ohnmächtig auf den Boden eines Laboratoriums.
Die Aufgabe des Spielers besteht darin, die Ballonfahrerin zu heilen und zu befreien, indem das Antibiotikum Penicillin hergestellt und in den zentralen Laborturm geschickt wird und anschließend der Zugang zu diesem Turm über eine Code-Apparatur geöffnet wird. Hierfür muss der Spieler im gesamten Forschungsgelände von Bioscopia die Rezepturbestandteile des Antibiotikums finden und Rondell-Bausteine für die Code-Apparatur sammeln. Dabei müssen geheime Laboratorien zugänglich gemacht werden und spezielle Schlüssel für die Öffnung der Türen von den verschiedenen Abteilungen von Bioscopia eingesammelt werden. Auf dem Weg sind außerdem verschiedene biologische Rätsel zu lösen, um zum Beispiel weitere Türen zu öffnen und wichtige Gegenstände einzusammeln. Um die Ballonfahrerin zu befreien, werden somit gewisse biologische Kenntnisse abgefragt, welche sich der Spieler über die in Bioscopia überall verteilten Lerncomputer der Reihe Big Brain aneignen kann. Im Lerncomputer werden in den fünf Kategorien Humanbiologie, Zoologie, Zellbiologie, Botanik und Genetik essentielle Lerninhalte vermittelt.

## Produktion und Lokalisierung
Die Erstellung und Entwicklung von Bioscopia erfolgte durch die Firma Ruske & Pühretmaier Edutainment GmbH in Wiesbaden. Der Hauptentwickler ist Axel Ruske und für die didaktischen Konzepte ist Anita Pühretmaier zuständig gewesen. Der Artdirector dieses Spiels ist der Fotograf Dirk Brömmel, welcher ebenso für die Spiele Mathica und Physikus die Artdirection übernommen hat. Sowohl bei Bioscopia als auch bei Mathica war Stephan Dick für die Programmierung hauptverantwortlich. Doktor Jutta Metzger hat das pädagogische Konzept von Bioscopia übernommen und der Lernteil zu diesem Spiel wurde von Doktor Irmtraut Beyer erstellt. Die russische Version von Bioscopia erschien beim Publisher MediaHouse unter dem Titel Биотопия (Biotopia). Außerdem wurde das Spiel auch auf Englisch und Tschechisch veröffentlicht. Zu einem späteren Zeitpunkt wurde eine Jubiläumsausgabe mit dem Alternativtitel Biolab veröffentlicht.

## Rezeption
Das Spiel Bioscopia erhielt insgesamt sehr gute Kritiken und mindestens eine Auszeichnung. 
Das Fachmagazin Adventure-Treff dass Lernadventures prinzipiell eine kleine Zielgruppe hätten und entsprechend mit geringen Budgets hergestellt würden. Im Fall von Bioscopia würde sich dies bei der „offensichtlich nicht aus der Feder eines erfahrenen Literaten“ stammenden Story und bei der Qualität der Grafik bemerkbar machen, wobei letztere immerhin mit viel Liebe zum Detail modelliert worden sei. Die Rätsel seien zwar durchgehend logisch, jedoch repetitiv und wenig kreativ. Redakteur Jan Schneider lobte den Lernteil, der professionell vertont und grafisch aufgelockert große Mengen Wissen anschaulich vermittle. Als Adventure sei Bioscopia mithin kein Erfolg, als Lernspiel spiele es aber „in der obersten Liga mit“.
Tom King schrieb auf der Internetseite adventuregamers.com, das Bioscopia eine nahezu perfekte Symbiose aus Unterrichtung und Unterhaltung sei. Steve Ramsey von der Internetseite metzomagic.com verglich das Spiel Bioscopia mit dem Spiel Physikus und sagte, dass diejenigen Dinge, welche Physikus zu einem sehr guten Spiel gemacht haben, auch im Spiel Bioscopia präsent sind.

### Auszeichnungen
Im Jahre 2002 erhielt Bioscopia den Bologna New Media Prize als Auszeichnung. Von der Jury wurde Bioscopia als Myst-like exploration game bezeichnet, in welchem Hunderte von biologischen Fakten in einer verlassenen Forschungsstation eingebettet sind. Bei der Preisübergabe wurde außerdem positiv kommentiert, dass die Gestaltung in diesem Spiel durch erstaunliche Grafiken mit einem cleveren Einsatz der Beleuchtung gekennzeichnet ist. In der Abschlussbemerkung nannte man Bioscopia ein Spiel, welches die gesamte Familie und das gesamte Klassenzimmer involvieren würde.